# Idioma español en Nueva Zelanda
El idioma español en Nueva Zelanda comenzó a emplearse con cierta regularidad  desde la década de 1960 e inicios de la de 1970, principalmente por inmigrantes provenientes de los países hispanohablantes de Sudamérica (principalmente argentinos y chilenos, y algunos peruanos, colombianos, y venezolanos) y algunos desde Centroamérica (principalmente salvadoreños y nicaragüenses), México, España, y Gibraltar.
| Censo | Cantidad | Porcentaje |
| ----- | -------- | ---------- |
| 1996  | 10 692   | 0.2885 %   |
| 2001  | 14 676   | 0.3789 %   |
| 2006  | 21 645   | 0.5202 %   |
| 2013  | 26 979   | 0.6023 %   |

El Instituto Cervantes pretende establecer aulas en Auckland y Wellington. Según esa entidad académica, en 2005, 25 677 estudiantes cursaban estudios de español en Nueva Zelanda.